# USS Welles (DD-257)
USS Welles (DD-257) là một tàu khu trục lớp Clemson được Hải quân Hoa Kỳ chế tạo vào cuối Chiến tranh Thế giới thứ nhất. Trong Chiến tranh Thế giới thứ hai, nó được chuyển cho Hải quân Hoàng gia Anh và được đổi tên thành HMS Cameron (I05), nhưng bị hư hại nặng do một cuộc không kích của Không quân Đức xuống Portsmouth năm 1940. Lườn tàu của nó được tận dụng vào việc thử nghiệm các biện pháp kiểm soát hư hỏng trước khi bị tháo dỡ vào cuối chiến tranh. Nó là chiếc tàu chiến đầu tiên của Hải quân Hoa Kỳ được đặt tên theo Bộ trưởng Hải quân Gideon Welles (1802-1878).

## Thiết kế và chế tạo
Welles được đặt lườn vào ngày 13 tháng 11 năm 1918 tại xưởng tàu Fore River Shipyard của hãng Bethlehem Shipbuilding Corporation ở Quincy, Massachusetts. Nó được hạ thủy vào ngày 8 tháng 5 năm 1919, được đỡ đầu bởi cô Alma Freeman Welles, cháu nội bộ trưởng Welles; và được đưa ra hoạt động tại Xưởng hải quân Boston vào ngày 2 tháng 9 năm 1919 dưới quyền chỉ huy của Hạm trưởng, Thiếu tá Hải quân George N. Reeves, Jr..

## Lịch sử hoạt động

### USSWelles
Sau khi hoàn tất việc chạy thử máy ngoài khơi vùng bờ Đông, Welles gia nhập Hải đội 2 trực thuộc Lực lượng Khu trục Hạm đội Thái Bình Dương đặt căn cứ tại San Diego, California. Nó tiến hành các nhiệm vụ huấn luyện và tuần tra thường lệ, được mang ký hiệu lườn DD-257 khi Hải quân Hoa Kỳ áp dụng việc đánh số ký hiệu lườn tàu vào ngày 17 tháng 7 năm 1920, và tiếp tục hoạt động cho đến khi được cho xuất biên chế tại San Diego vào ngày 15 tháng 6 năm 1922.
Nó tiếp tục ở trong thành phần dự bị tại San Diego cho đến cuối những năm 1930, khi bất ổn và mâu thuẫn lan rộng tại cả Châu Âu lẫn Viễn Đông. Khi Đức Quốc xã tấn công Ba Lan vào ngày 1 tháng 9 năm 1939 khai mào Chiến tranh Thế giới thứ hai, Tổng thống Franklin D. Roosevelt phản ứng lại bằng cách công bố tư cách trung lập của Hoa Kỳ, đồng thời chỉ thị cho hải quân thiết lập một khu vực Tuần tra Trung lập dọc theo vùng bờ Đông, ngoài khơi vịnh Guatánamo và tại các lối tiếp cận phía Đông của kênh đào Panama. Để thực hiện nhiệm vụ tuần tra này, hải quân phải huy động trở lại từ lực lượng dự bị 77 tàu khu trục và tàu quét mìn hạng nhẹ để tăng cường cho các đơn vị hạm đội đã ở ngoài khơi đảm nhiệm việc tuần tra vào tháng 9 năm 1939, không lâu sau khi xung đột xảy ra tại Ba Lan. Welles được cho nhập biên chế trở lại tại San Diego vào ngày 6 tháng 11 năm 1939 dưới quyền chỉ huy của Thiếu tá Hải quân Clifton G. Grimes.
Welles được tái trang bị tại San Diego trước khi đi đến Xưởng hải quân Mare Island ở Vallejo, California để được cải biến và sửa chữa, vốn kéo dài từ trước lễ Giáng Sinh sang đầu năm 1940. Nó cùng với tàu khu trục USS Williams quay trở lại San Diego, và sau đó khởi hành rời khu vực này vào ngày 5 tháng 2 để hướng đến Panama. Nó băng qua kênh đào vào ngày 16 tháng 2, và ghé lại Căn cứ Tàu ngầm tại Coco Solo vào ngày hôm sau. Tại đây nó đón lên tàu sáu thủy thủ để đưa đến vịnh Guatánamo, Cuba, đến nơi vào ngày 25 tháng 2. Sau khi tuần tra lại các lối tiếp cận vịnh Guatánamo trong gần hai tuần, nó đón lên tàu 10 thủy thủ để chuyển đến Norfolk, Virginia, và đã khởi hành vào ngày 14 tháng 3 cùng với phần còn lại của Đội khu trục 67 của nó bao gồm USS Welborn C. Wood, USS Abel P. Upshur và soái hạm USS Herndon. Thả neo tại xưởng tàu và đưa các hành khách lên bờ vào ngày 17 tháng 3, chiếc tàu khu trục lại trở ra khơi vào ngày 6 tháng 4 để hướng sang vùng biển Caribe.
Đi đến San Juan, Puerto Rico bốn ngày sau đó, Welles lên đường ngay chiều tối hôm đó để gia nhập cùng tàu tuần dương hạng nhẹ USS Omaha vào sáng hôm sau; cả hai cùng nhau tiến hành Tuần tra Trung lập và thực hành cho đến ngày 17 tháng 4, khi chiếc tàu khu trục quay trở về San Juan. Nó tuần tra tại vùng biển chung quanh San Juan từ ngày 19 đến ngày 23 tháng 4 trước khi tham gia cuộc tập trận Vấn đề Hạm đội và cuộc duyệt binh hàng năm vào ngày 26 tháng 4. Sau đó nó viếng thăm Charlotte Amalie, St. Thomas, quần đảo Virgin vào ngày 1 tháng 5, và tiếp tục ở lại đây trong hai tuần trước khi quay trở về San Juan.
Lại ra khơi vào ngày 8 tháng 6 hướng đến vùng biển Cuba, Welles thực hành trên đường đi rồi hoạt động từ vịnh Guatánamo trong những ngày sau đó, tiến hành các cuộc thực tập chiến thuật tầm ngắn. Chuyển đến Cay Lobos, Great Bahamas vào ngày 20 tháng 6, nó giúp vận chuyển 56 ngưởi và một sĩ quan của tàu khu trục USS Crowninshield đến Guantánamo, rồi đưa các hành khách sang chiếc USS George E. Badger. Nó tiếp tục ở lại Guantánamo cho đến khi lên đường đi sang vùng kênh đào vào ngày 27 tháng 7. Thả neo tại vịnh Limon vào ngày 28 tháng 7, nó sau đó băng qua kênh đào Panama vào ngày 10 tháng 8 và thả neo trong vịnh Panama vào ngày 12 tháng 8. Chiếc tàu khu trục thực hành chiến trận và cơ động cũng như thực tập mục tiêu cùng Đội tàu ngầm 11 cho đến ngày 16 tháng 8, khi nó băng ngược trở lại kênh đào và hướng về phía Đông, đến Coco Solo cùng ngày hôm đó.
Welles cùng với phần còn lại của Đội khu trục 67 lên đường đi Norfolk vào ngày 22 tháng 8, đi ngang qua vịnh Guantánamo và đến nơi sáu ngày sau đó. Vào lúc đó, nó cùng với 49 tàu khu trục chị em khác được chọn để chuyển giao cho chính phủ Anh Quốc do kết quả của một thỏa thuận giữa Tổng thống Roosevelt và Thủ tướng Anh Quốc Winston Churchill.
Welles được chất dỡ đạn dược tại Norfolk trước khi lên đường đi Newport, Rhode Island, nơi nó trao đổi ngư lôi kiểu cũ để lấy kiểu mới hơn vào ngày 1 tháng 9, Nó sau đó chuyển đến Xưởng hải quân Boston để đại tu trước khi khởi hành cùng USS Russell và Herndon vào ngày 5 tháng 9 để đi đến Halifax, Nova Scotia, địa điểm hẹn để chuyển giao. Nằm trong số tám tàu đầu tiên được bàn giao, nó đi đến nơi vào ngày 6 tháng 9, và đón lên tàu thủy thủ đoàn Anh tương lai gồm sáu sĩ quan và 120 thủy thủ để làm quen với con tàu. Ba ngày sau, 9 tháng 9 năm 1940, Welles được cho xuất biên chế và chuyển giao cho phía Anh. Tên nó được cho rút khỏi danh sách Đăng bạ Hải quân Hoa Kỳ vào ngày 8 tháng 1 năm 1941.

### HMSCameron
Chiếc tàu khu trục được cho nhập biên chế cùng Hải quân Hoàng gia Anh như là chiếc HMS Cameron (I05), và đặt dưới quyền chỉ huy của Thiếu tá Hải quân P. G. Merriman. Con tàu mắc phải vấn đề do hư hỏng máy phát điện, khiến làm trì hoãn chuyến đi sang quần đảo Anh, và cuối cùng nó đi đến Plymouth vào ngày 13 tháng 11 sau khi ghé qua Belfast, Bắc Ireland. Cameron chuyển đến Portsmouth ba ngày sau, và được cho đại tu lần đầu tiên kể từ khi được chuyển cho Anh. Tuy nhiên, nó không thể hoàn tất việc này, khi vào ngày 5 tháng 12 năm 1940, máy bay ném bom của Không quân Đức đã không kích Portsmouth trong lúc Cameron đang nằm trong ụ tàu số 8 không thể tự vệ. Một quả bom phá ném trúng đã làm hư hại nặng con tàu, khiến nó lật úp.
Được đánh giá không còn phù hợp để tiếp tục hoạt động ngoài biển, Cameron cuối cùng vẫn được cho nổi trở lại vào ngày 23 tháng 2 năm 1941 và được sử dụng như một lườn tàu. Các chuyên gia Hải quân Hoa Kỳ sau đó đã xem xét kỹ lưỡng con tàu nhằm đề xuất các biện pháp kiểm soát hư hỏng, vốn có thể áp dụng cho các con tàu cùng kiểu đang phục vụ cùng hải quân. Do đó, nó đã cung cấp những kinh nghiệm quý báu cho đến khi các tàu khu trục USS Cassin và USS Downes bị nổ tung do bị Nhật Bản ném bom trong trận Trân Châu Cảng vào ngày 7 tháng 12 năm 1941.
Ủy ban kỹ thuật của Hải quân Hoàng gia đã tiến hành các thử nghiệm chấn động lườn tàu từ tháng 7 năm 1942 đến tháng 9 năm 1943. "Ngừng hoạt động" từ ngày 5 tháng 10 năm 1943, Cameron tiếp tục ở lại trong cảng Portsmouth cho đến khi nó được kéo đi Falmouth vào tháng 11 năm 1944, nơi nó cuối cùng được tháo dỡ.